# Mendoncia crenata
Mendoncia crenata är en akantusväxtart som beskrevs av Gustav Lindau. Mendoncia crenata ingår i släktet Mendoncia och familjen akantusväxter. Inga underarter finns listade i Catalogue of Life.